# Kevin Phillips
Kevin Mark Phillips (n. 25 iulie 1973, Hitchin, Hertfordshire, Anglia) este un celebru jucător de fotbal englez. A obținut Gheata de aur în sezonul 1999–2000.

## Viața personală
Phillips este căsătorit cu Julie. Ei au 4 copii: Millie, gemenii Toby și Tia, și Alfie.